# Chris Baltisberger
Chris Baltisberger (* 31. Oktober 1991 in Zofingen) ist ein Schweizer Eishockeyspieler, der seit seiner Juniorenzeit bei den ZSC Lions aus der Schweizer National League unter Vertrag steht und dort auf der Position des rechten Flügelstürmers spielt. Mit den ZSC Lions gewann Baltisberger in den Jahren 2014, 2018 und 2024 jeweils die Schweizer Meisterschaft. Sein jüngerer Bruder Phil Baltisberger ist ebenfalls professioneller Eishockeyspieler.

## Karriere

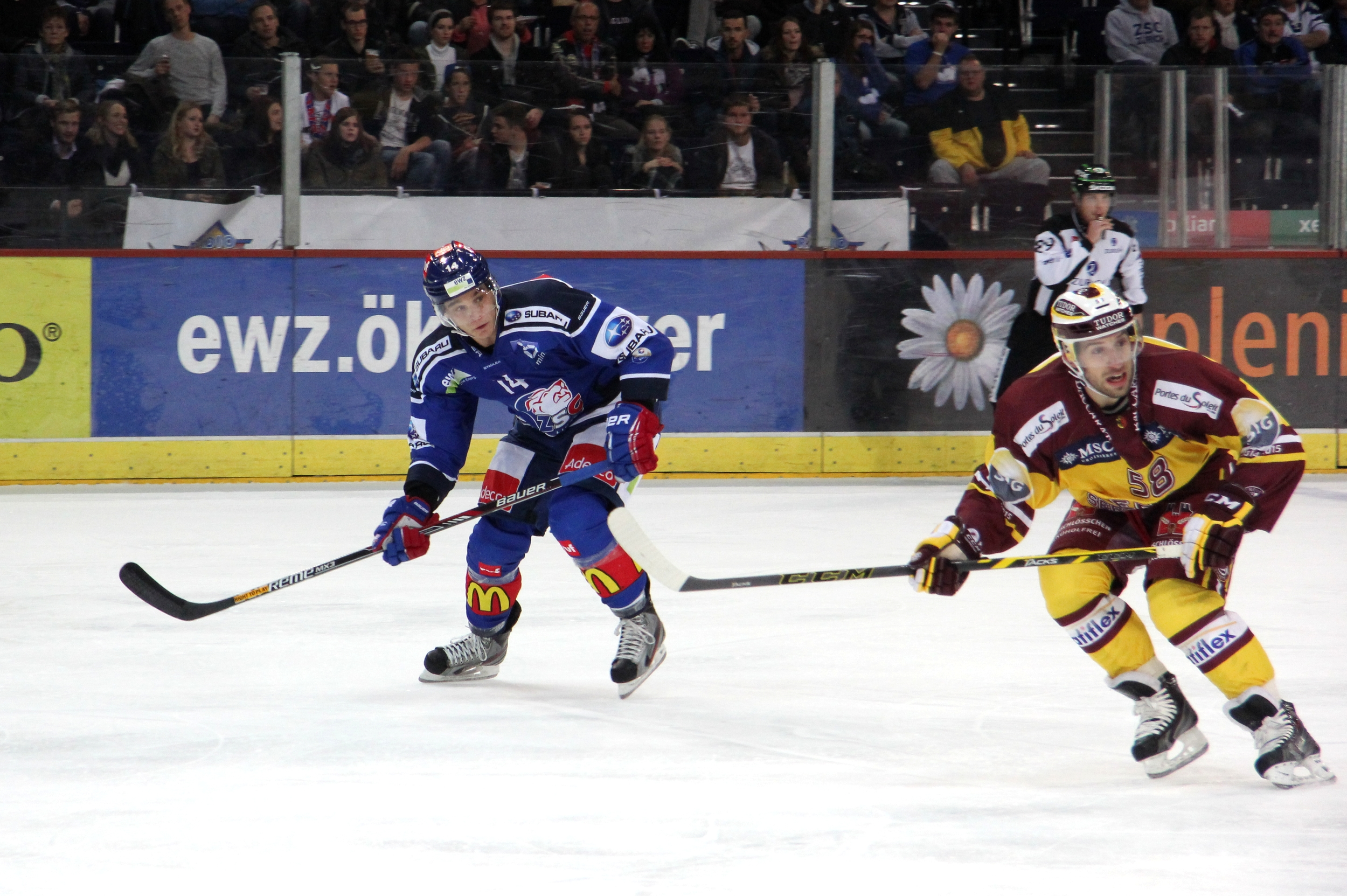
Baltisberger (links) im Trikot der ZSC Lions (2014)

Chris Baltisberger startete seine Karriere bei der Jugendabteilung des EHC Urdorf. Im Sommer 2007 wechselte er in die Jugendabteilungen des Zürcher SC, wo ihm zwei Jahre später der Sprung in das professionelle Kader der GCK Lions, dem Farmteam der ZSC Lions, gelang. Da er noch keine 20 Jahre alt war, wurde er aber weiter parallel bei den U20-Junioren der Lions-Organisation eingesetzt, mit denen er zwei Meistertitel gewann.
Nach zwei Spielzeiten, in denen er auch erste Einsätze für die ZSC Lions absolviert hatte, erhielt er seinen ersten Profivertrag bei den ZSC Lions. Im ersten Jahr beim neuen Team, in der Saison 2011/12, gelang ihm mit den Lions der Gewinn der Schweizer Meisterschaft. Diesen Erfolg konnte er zwei Jahre später wiederholen. Während des Frühsommers 2014 wurde Chris Baltisberger in das Prospect-Camp der Edmonton Oilers aus der National Hockey League (NHL) eingeladen, das im Juli 2014 stattfand. Zusätzlich nahm der Stürmer im September desselben Jahres am Vorbereitungscamp der Edmonton Oilers teil. Für einen Vertrag empfahl er sich jedoch nicht, woraufhin er wieder zu den ZSC Lions zurückkehrte. In der Folge gewann er mit dem Team im Jahr 2016 den Schweizer Cup. Ebenso wiederholte Baltisberger in den Jahren 2018, 2024 und 2025 den Gewinn des Meistertitels, nachdem der Klub in den Jahren 2015 und 2022 jeweils Vizemeister geworden war.

### International
Nachdem Baltisberger ab der Saison 2009/10 in den Juniorennationalteams der Swiss Ice Hockey Federation zum Einsatz gekommen war, jedoch an keinem großen internationalen Turnier teilgenommen hatte, bestritt er mit dem Deutschland Cup 2014 seine ersten Einsätze für die Schweizer A-Nationalmannschaft. Mit ihr absolvierte er in der Folge die Weltmeisterschaft 2018, bei der die Eidgenossen mit dem Gewinn der Silbermedaille einen der grössten Erfolge der Schweizer Eishockey-Geschichte feierten. In neun Spielen blieb der Stürmer dabei punktlos.

## Erfolge und Auszeichnungen
| - 2008 Schweizer U17-Juniorenmeister mit den ZSC Lions - 2010 Schweizer U20-Juniorenmeister mit den GCK Lions - 2011 Schweizer U20-Juniorenmeister mit den GCK Lions - 2012 Schweizer Meister mit den ZSC Lions - 2014 Schweizer Meister mit den ZSC Lions - 2015 Schweizer Vizemeister mit den ZSC Lions | - 2016 Schweizer Cupsieger mit den ZSC Lions - 2018 Schweizer Meister mit den ZSC Lions - 2022 Schweizer Vizemeister mit den ZSC Lions - 2024 Schweizer Meister mit den ZSC Lions - 2025 Champions-Hockey-League-Gewinn mit den ZSC Lions - 2025 Schweizer Meister mit den ZSC Lions |

### International
- 2018 Silbermedaille bei der Weltmeisterschaft

## Karrierestatistik
Stand: Ende der Saison 2024/25

### International
Vertrat die Schweiz bei:
- Weltmeisterschaft 2018

(Legende zur Spielerstatistik: Sp oder GP = absolvierte Spiele; T oder G = erzielte Tore; V oder A = erzielte Assists; Pkt oder Pts = erzielte Scorerpunkte; SM oder PIM = erhaltene Strafminuten; +/− = Plus/Minus-Bilanz; PP = erzielte Überzahltore; SH = erzielte Unterzahltore; GW = erzielte Siegtore; 1 Play-downs/Relegation; Kursiv: Statistik nicht vollständig)